# 베리큐!
《베리큐!》(ベリキュー!)는 2008년 3월 31일부터 10월 3일까지 TV 도쿄 계열에서 목요일 심야에 방송되었던 헬로! 프로젝트 멤버 출연의 TV 프로그램이다.

## 개요
이 프로그램에서는, 주로 메인 출연자인 Berryz코보과 ℃-ute에 의한 가칭코 대결 버라이어티를 방송했다. 또, 양유닛이나 모닝구무스메。의 곡의 PV나 그 메이킹 영상도 방송했다. 콘서트 투어의 뒤편을 방송한다고 공지받았지만 실패했다.

## 출연자
- 헬로! 프로젝트
  - Berryz코보
  - ℃-ute
  - 마노 에리나 (오프닝부터 등장)

## 방송국과 방송 시간
| 주요 방송 지역 | 방송국           | 계열         | 방송 요일과 방송 시간                                                            |
| -------------- | ---------------- | ------------ | -------------------------------------------------------------------------------- |
| 간토 광역권    | TV 도쿄 (제작국) | TV 도쿄 계열 | 월요일・화요일・목요일 24:53 ~ 25:00, 수요일 25:13 ~ 25:20, 금요일 25:53 ~ 26:00 |
| 오사카부       | TV 오사카        | TV 도쿄 계열 | 월요일・화요일・목요일 24:53 ~ 25:00, 수요일 25:13 ~ 25:20, 금요일 25:53 ~ 26:00 |

- 그 외에도 방송전파 월경을 통해 야마나시현이나 교토부, 효고현, 나라현, 도쿠시마현의 일부, 시즈오카현, 나가노현, 시가현, 와카야마현, 가가와현의 극히 일부 지역에서도 시청이 가능하다.
- 다른 TXN 계열의 방송국 4곳에서는 방송되지 않고 있으며 또한, BS JAPAN은 음악 제작자 연맹과의 저작권·초상권 문제가 해결되지 않아서 방송하지 않고 있다.

## DVD
- 베리큐! Vol.1 (2009년 5월 27일)
- 베리큐! Vol.2 (2009년 5월 27일)
- 베리큐! Vol.3 (2009년 6월 24일)
- 베리큐! Vol.4 (2009년 6월 24일)
- 베리큐! Vol.5 (2009년 7월 22일)
- 베리큐! Vol.6 (2009년 7월 22일)
- 베리큐! Vol.7 ~우라베리큐!~ (2009년 8월 26일)
- 베리큐! Vol.8 ~우라베리큐!~ (2009년 8월 26일)